# Spiral Beach
Spiral Beach — канадський рок-гурт, що грає в стилі інді-рок. Видали 3 альбоми.

## Склад
- Ейрік Вудхед (англ. Airick Woodhead) — вокал, гітара
- Медді Вілде (англ. Maddy Wilde) — вокал, клавішні
- Доріан Вулф (англ. Dorian Wolf) — бас-гітара
- Денієл Вудхед (англ. Daniel Woodhead) — ударні

## Дискографія

### Альбоми
- Spiral Beach (виданий незалежно, 2005)
- Ball (Sparks Music, 2007)
- The Only Really Thing (Sparks Music, 2009)

### Сингли
- Voodoo UK 7" (Relentless/Stimulus, 2008)

### Міні-альбоми
- «Bonus» EP (Sparks Music, 2008)

| Валторна | Це незавершена стаття про музичний колектив. Ви можете допомогти проєкту, виправивши або дописавши її. |